# Valleys of Neptune
Valleys of Neptune je studiové album Jimiho Hendrixe, které v USA vyšlo 9. března 2010. Album obsahuje 12 dosud nevydaných studiových nahrávek v celkové délce více než 60 minut. Album mixoval Hendrixův spolupracovník, zvukový inženýr Eddie Kramer, který s Jimem spolupracoval už v roce 1967.

## Seznam skladeb
- Stone Free
- Valleys Of Neptune
- Bleeding Heart
- Hear My Train A Comin
- Mr. Bad Luck
- Sunshine Of Your Love
- Lover Man
- Ships Passing Through The Night
- Fire
- Red House
- Lullaby For The Summer
- Crying Blue Rain